# Ljubimka
Ljubimka (in russo Любимка?) è un singolo del cantante russo Niletto, pubblicato il 3 maggio 2019.
È stato candidato per il premio Muz-TV alla canzone dell'anno e riconosciuto in due categorie alla gala musicale di RU.TV.

## Video musicale
Il video, diretto da Delta Arthur, è stato reso disponibile il 24 novembre 2019.

## Tracce
Testi di Danil Prytkov, musiche di Andrej Popov.
Download digitale, streaming
1. Ljubimka – 3:39
2. Ljubimka drugaja – 3:17

Download digitale, streaming – Lavrushkin & Xeigen Remix
1. Ljubimka (Lavrushkin & Xeigen Remix) – 3:30
2. Ljubimka (Lavrushkin & Xeigen Extended Remix) – 4:11

## Formazione
- Niletto – voce
- ĖndiĖndi – produzione

## Classifiche

### Classifiche settimanali
| Classifica (2020-23) | Posizione massima |
| -------------------- | ----------------- |
| Kazakistan           | 198               |
| Lettonia             | 37                |
| Russia               | 4                 |
| Ucraina              | 49                |

### Classifiche di fine anno
| Classifica (2020) | Posizione |
| ----------------- | --------- |
| Russia            | 26        |